# Ena Spottag
Ena Spottag (født 28. maj 1985 i Odense) er skuespiller og uddannet i 2014 fra Skuespillerskolen ved Aarhus Teater. Hun er datter af skuespillerparret Jens Jørn Spottag og Dea Fog.
Ena debuterede i sin første rolle som Martha i tv-serien Badehotellet i 2013, et år før hun blev færdiguddannet.
Ena Spottag vandt sæson 12 af Vild med dans i 2015. Hun dansede sammen Thomas Evers Poulsen.

## Filmografi
- Anhold mig (2012, kortfilm)
- Bedrag (2016, 1 episode) – maler
- Badehotellet (2013-2019, 32 episoder) – Martha
- Øgendahl og de store forfattere (2019, 1 episode) – Karin Michaëlis
- Sygeplejeskolen (2020, 1 episode) – frøken Brink
- Borgen (2022, 3 episoder) – Mie Lorentzen
- Generationer (tv-serie) (2025) – slægtsforskeren Amalie